# Laser II (Bootsklasse)

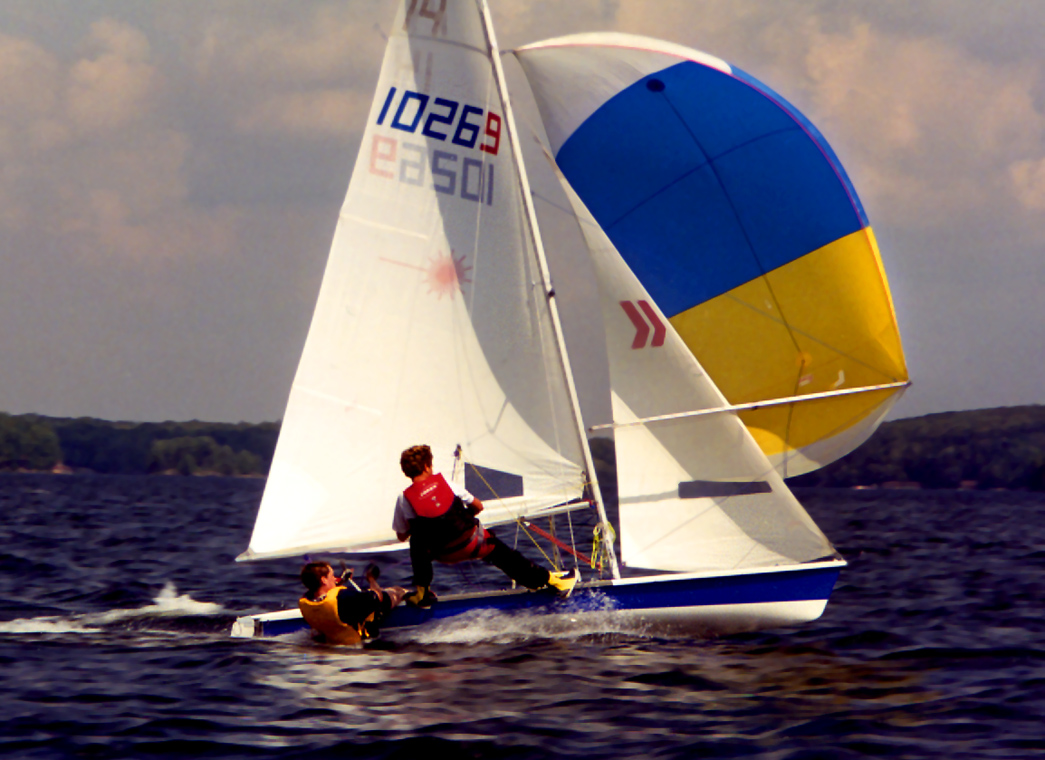
Laser II mit Trapez und unter Spinnaker

Der Laser II (auch Laser 2) ist eine robuste Zweimann-Trapezjolle mit Spinnaker, die sich sowohl mit 120 kg als auch mit 160 kg Crewgewicht sehr gut und schnell segeln lässt. 
1978 zeichnete Frank Bethwaite den Laser II als Fortsetzung des Standard-Lasers. Damals erkannte er Folgendes: „Die Rennmaschinen sind für den Freizeitsegler viel zu kompliziert und für die lernende Jugend zu wenig robust“. Im Mai 1979 wurde die neue Bootsklasse auf der Melbourne Sailboat Show vorgestellt, auf der London Boat Show im Januar 1980 folgte die Präsentation in Europa.
In England und Nordamerika wurde die „fliegende Kühlschranktür“ ein durchschlagender Erfolg. Viele englische Universitäten und Clubs nahmen das Boot dankbar an. Die Anerkennung der IYRU (der heutigen World Sailing) als Einheitsklasse folgte bald. 1986 konnte die erste Europa- und 1989 die erste Weltmeisterschaft gesegelt werden. In Kontinentaleuropa sah die Sache etwas anders aus. Hier hatte der Laser II gegen konservative Clubs und Verbände anzukämpfen. Trotzdem war er von 1989 bis 1996 ISAF-Jugendboot.
Ende des Jahres 2004 gab es weltweit rund 10.500 Boote.